# 文豪

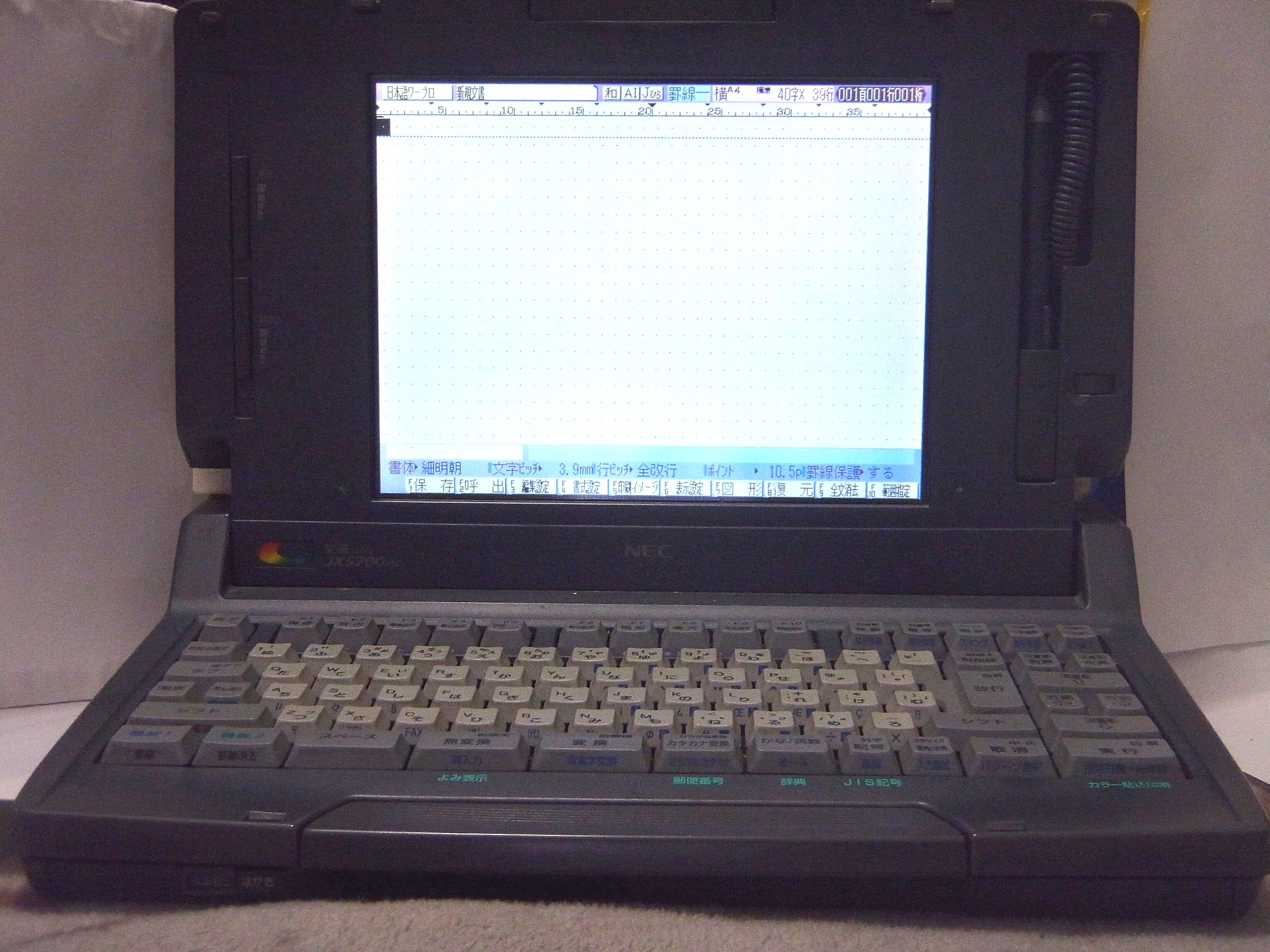
JX5700ACの写真

文豪（ぶんごう）は、日本電気（NEC）が発売した、日本語ワードプロセッサ専用機（以下ワープロ）。後述は当時のカタログ・資料・NECが発行していた『文豪アプリケーション情報』などによる。

## 概要
文豪シリーズは東芝のRupo、富士通のOASYS、シャープの書院と並ぶワープロの主要機種。同社製のパーソナルコンピュータであるPC-9800シリーズやN5200シリーズなどともMS-DOSファイル変換機能やオプションの専用ソフトウェアにより互換性が保たれており、同製品のユーザーにとってセカンドマシンとしても扱いやすい配慮がなされていた。パーソナルユースの文豪ミニはPWP-100、ビジネスユースの文豪シリーズはNWP-20をそれぞれの前身としており、デスクトップタイプからラップトップ・ノートブック型のものまで、多種多様なモデルが販売された。シリーズ末期にはインターネット接続に対応したカラー液晶ディスプレイモデルも発売された。
日本電気ホームエレクトロニクスが製造を行っていたが、日本語ワープロの退潮と同社の清算に伴い2000年をもって出荷を終了。1999年リリースの文豪JX-750/730/720が最後の機種となった。
開発には作家、すなわち文字通り「文豪」の安部公房が関わっていた。安部はその後も執筆に文豪シリーズを使い続けており、執筆中の遺作も同機の保存データから見つかった。

## 系譜
文豪シリーズはパーソナル製品とビジネス製品の2つに大きく分けられる。前者はその前身を、NEC初のパーソナルワープロであるPWP-100とし、文豪ミニ・JXシリーズをラインナップとする。後者についてはその前身をNEC初の日本語ワープロであるNWP-20としている。文豪DPシリーズについては「ドキュメント・プロセッサ」という、従来のワープロとは一線を画す新カテゴリの製品群として位置していた。

### ビジネス向けモデル
- 日本語ワープロNWP-20（1980年5月） - 文豪NWPの前身となるNEC初の日本語ワープロ。

#### 文豪NWPシリーズ

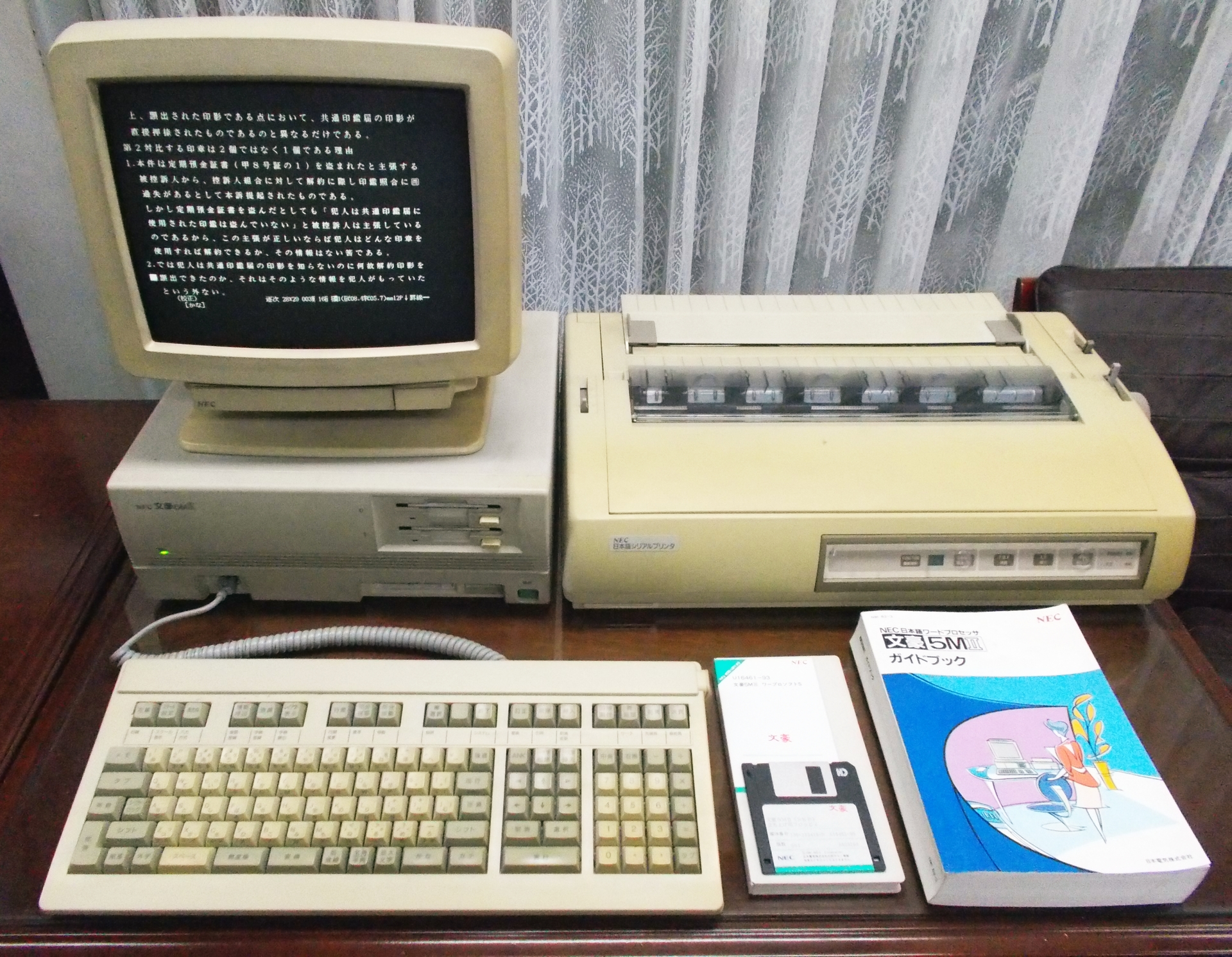
文豪 5MII

- 文豪NWP-20N - 1981年
文豪シリーズ1号機。その後CRT一体型の比較的コンパクトなモデルから縦型CRT対応のDTPモデルなど用途に応じた様々なラインナップが展開された。「文豪ミニ」などと区別するため「ビジネス文豪」などとも呼ばれる。型番はN5152-nn（nnは2ケタの数字）。
- 文豪3V - 1986年11月
10インチCRT一体型、3.5インチFDD 2基装備。オプションで表計算やデータ管理などのOAソフトウェアに対応。
- 文豪3VII - 1987年10月
- 文豪3VIIEX - 1988年10月
10インチCRT一体型。
- 文豪3M - 1987年12月
12インチフラットスクウェアCRT一体型、3.5インチ（2HD）FDD 2基装備。プリントアウトのリアル表示が可能。オプションでマウスに対応。
- 文豪3MII - 1988年10月
12インチフラットスクウェアCRT一体型。
- 文豪3MIIS
- 文豪3MIID
12インチフラットスクウェアCRT一体型、20MB HD内蔵。プリントアウトのリアル表示が可能。オプションでマウスに対応。
- 文豪5N
5インチFDD（2DD）1基装備。
- 文豪5NII
5インチFDD（2DD）1基装備。
- 文豪5V
5インチFDD（2DD）装備。
- 文豪5VII
5インチFDD（2DD）装備。
- 文豪5M
14インチCRT、3.5インチ（2HD）FDD 2基装備。プリントアウトのリアル表示が可能。オプションでマウスに対応。
- 文豪5MII - 1993年
- 文豪7D
5インチFDD（2DD）装備。
- 文豪7M
14インチCRT、20MB HD内蔵。
- 文豪7MII／DTPモデル
14インチフラットスクウェアCRT、40MB HD、マウス標準装備。
- 文豪8N
CRT、FDD一体型モデル。
- 文豪8M／DTPモデル
17インチ縦型CRT、40MB HD、32ビットCPU搭載。DTPソフト「文豪ページエディタ」搭載。
- 文豪10N
CRT一体型、8インチFDD 2基装備。
- 文豪11N - 1982年5月10日[1]
8インチFDD（2D）搭載、インパクトプリンタで縦横16ドットの漢字を印刷、価格は99万円[2]
- 文豪12N
8インチFDD（2D）搭載
- 文豪13N
8インチFDD（2D）搭載
- 文豪15D -1985年グッドデザイン賞受賞
- 文豪21N
- 文豪23N - 1981年5月
レーザービームプリンタで縦横32ドットの漢字を印字、A4サイズを1分あたり7枚印刷、価格は458万円[2]。
- 文豪24N

#### 文豪ハイパー7シリーズ
文豪ミニシリーズのようなプリンタ、液晶ディスプレイ一体型のコンパクトな筐体を実現したビジネス向けモデル。プリンタ内蔵であるが、ページプリンタ等を外部接続可能。7IIHではハードディスクが搭載された。
- 文豪ハイパー7（HWP-7A）
- 文豪ハイパー7IIF（HWP-72F）
- 文豪ハイパー7IIH（HWP-72H）

#### 文豪DPシリーズ
DPは「ドキュメント・プロセッサ」を表し、「ワード・プロセッサ」とは一線を画す新カテゴリのシリーズとして登場。PC-9800シリーズをベースにWindows、専用ソフトウェア等を組み合わせたモデル。
- 文豪DP-30N（N5820-30N／PC-9821Ndベース）
- 文豪DP-50/50D（N5820-50, 50D／PC-9821Beベース）
- 文豪DP-60/60D（N5820-60, 60D／PC-9821Xsペース）
- 文豪DP-70F（N5820-70FA／PC-9821Ap2ベース）
- 文豪DP-70S（N5820-70S／文書ファイリングサーバ）
- 文豪DP-OFFICE
文豪と互換性のあるパーソナルコンピュータ向けソフトウェアの単体製品。DP-WORD、DP-DRAW、DP-PLAN、DP-CARD+を含む。Windows 98/NT 4.0対応のVer.4.0を最後にリリース停止、2003年4月28日をもって出荷を終了した。また、PC-9800シリーズに文豪DP-OFFICEをプリインストール、専用キーボード（PC-9801-115）などが付属した「98文豪DP[注釈 4]」、「ValueStar（文豪DPモデル）[注釈 5]」も販売された。

### パーソナルユース向けモデル
- パーソナルワープロPWP-100（1984年3月） - 文豪ミニの前身
- 文豪ミニ3・ミニ5（ポータブルタイプ）、ミニ7（CRTタイプ）発売 - 1985年10月
- 文豪JXシリーズ発売 - 1995年

#### 文豪ミニ3シリーズ

##### 乾電池駆動可能なポータブルモデル
- 文豪ミニ3（PWP-30-B/W） - 1985年10月
液晶は10字×2行表示。プリンタ出力は12cps。乾電池駆動が可能。
キーボードについて、かな入力は50音配列。
ブラック、ホワイトの2色のボディカラーが用意されていた。
文書の保存媒体はオプションのカセットテープレコーダ（PC-DR312）。
- 文豪ミニ3E（PWP-30E-B/W） - 1986年5月
プリンタの出力速度を向上させ30cpsとなる。FDDを搭載。
キーボードについて、かな入力は50音配列。ひらがな草書体内蔵。
ブラック、ホワイトの2色のボディカラーが用意されていた。
英文ワープロ機能搭載。

#### 文豪ミニ5シリーズ

##### ポータブル・ラップトップ・デスクトップタイプ

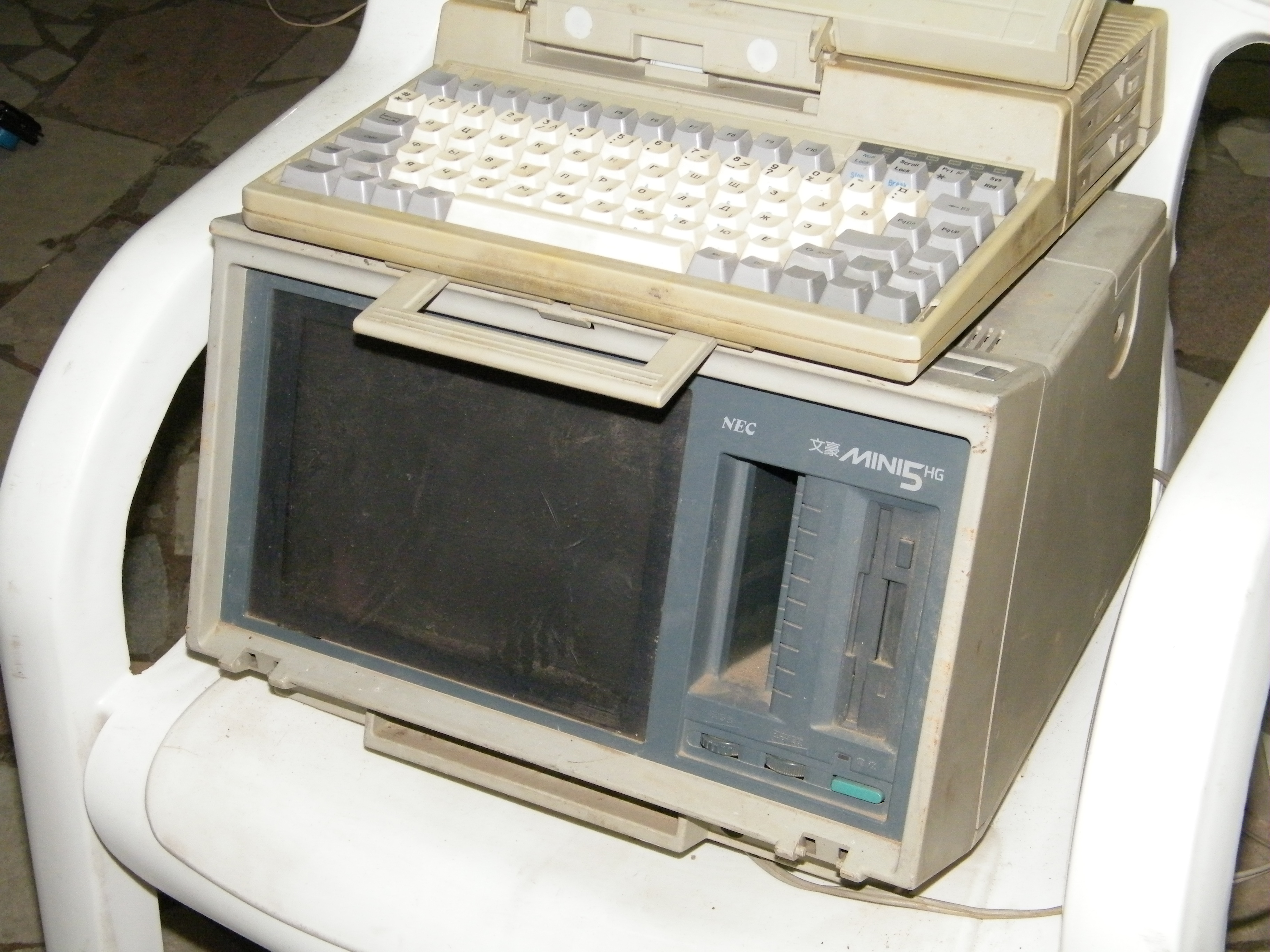
文豪ミニ5HG

- 文豪ミニ5（PWP-50） - 1985年10月
液晶画面は40字×7行表示。重量4kgのポータブルタイプ。
オプションでFDD（3.5インチ／5インチ）が用意されていた。
キーボードについて、かな入力は50音配列。
フロッピーディスクを介し、ユーティリティにて文豪ミニ7・文豪5N・文豪5Vへの文書互換が可能。
オプションでRS-232C対応。
- 文豪ミニ5E（PWP-50E） - 1986年5月
FDD（3.5インチ2DD）が内蔵され、プリンタ出力も30cpsに向上。
オプションで5インチFDD（PC-8831-MW）に対応。
NEC PCシリーズ用のプリンタを接続、もしくは本機自体をPCシリーズのプリンタとして使用可能となるオプションも用意された（外部プリンタ接続ユニットPWP-50E-UN3／プリンタ入力ユニット PWP-50E-UN4）。
- 文豪ミニ5G（PWP-50G） - 1986年10月
液晶画面が広くなり、40字×11行表示となる。JIS第二水準漢字がROMに内蔵。
NEC PCシリーズ用のプリンタを接続、もしくは本機自体をPCシリーズのプリンタとして使用可能となるオプションも用意された（外部プリンタ接続ユニットPWP-50E-UN3／プリンタ入力ユニット PWP-50G-UN5）。
- 文豪ミニ5GX（PWP-50GX） - 1987年5月
ハンディスキャナ（オプション）による画像取り込みに対応。簡易表計算機能搭載。
- 文豪ミニ5H（PWP-50H） - 1987年12月
従来のポータブルタイプからラップトップタイプへとなり、モデム内蔵モデルもラインナップ。
- 文豪ミニ5HA（PWP-50HA） - 1987年12月
文豪ミニ5シリーズ初の9インチCRTタイプ。40字×22行表示。縦書き原稿用紙編集モード搭載。
- 文豪ミニ5HL（PWP-50HL／PWP-50HL-T［モデム内蔵型］）  - 1988年6月
液晶が大型化。16ドットフォントを40字×22行表示。システム手帳のフォーマット出力に対応。
- 文豪ミニ5HS（PWP-50HS）- 1988年11月
40字×11行表示の液晶搭載ラップトップモデル。
- 文豪ミニ5HG（PWP-50HG） - 1988年11月
10インチCRT内蔵。出力フォントが48×48ドットに向上。
オプションで明朝体とゴシック体のアウトラインフォントに対応。
- 文豪ミニ5HD（PWP-50HD） - 1989年5月
40字×22行表示のSTN液晶搭載のラップトップモデル。連文節変換方式搭載。
- 文豪ミニ5R（PWP-50R） - 1989年11月
バックライト付きブルーモード液晶ラップトップモデル。
- 文豪ミニ5RD（PWP-50RD） - 1989年11月
白液晶のバックライト付きラップトップモデル。
複数行を一度に印字できる128ドットマルチラインプリンタを搭載。
- 文豪ミニ5RG（PWP-50RG） - 1990年6月
CRTモデル。オプションでアウトラインフォントに対応。
- 文豪ミニ5RS（PWP-50RS） - 1990年10月
バックライト付きブルーモード液晶。
マルチラインプリンタをさらに高速化した「アッとプリンタ」搭載。
フォントスムージング処理をさらに高精度にしたアウトライン生成機能搭載。
- 文豪ミニ5RX（PWP-50RX） - 1990年10月
バックライト付き白液晶。
マルチラインプリンタをさらに高速化した「アッとプリンタ」搭載。
フォントスムージング処理をさらに高精度にしたアウトライン生成機能搭載。
トリプルフォント内蔵（明朝体、ゴシック体、毛筆体を標準内蔵）。
- 文豪ミニ5RC（PWP-50RC） - 1991年2月
用紙の自動給紙が可能。
バックライト付き白液晶。
マルチラインプリンタをさらに高速化した「アッとプリンタ」搭載。
フォントスムージング処理をさらに高精度にしたアウトライン生成機能搭載。
トリプルフォント内蔵（明朝体、ゴシック体、毛筆体を標準内蔵）。
- 文豪ミニ5SX（PWP-5SX） - 1991年10月
「スーパーアッとプリンタ」搭載。
平成明朝、平成ゴシック、毛筆体のアウトラインフォントを搭載。
パーソナルDTP、表計算ソフト搭載。
- 文豪ミニ5SC（PWP-5SC） - 1992年2月
用紙の自動給紙が可能。
「スーパーアッとプリンタ」搭載。
平成明朝、平成ゴシック、毛筆体のアウトラインフォントを搭載。
パーソナルDTP、表計算ソフト搭載。
- 文豪ミニ5SV（PWP-5SV） - 1992年10月
「ウルトラアッとプリンタ」搭載。
ロール紙を用いたたれ幕印刷やペーパークラフトの作成に対応した「文豪おもしろ印刷」搭載。
1995年9月、文華5SVの名称で中国語仕様にカスタムした中国語ワープロとして発売された[3]。
- 文豪ミニ5SH（PWP-5SH） - 1992年11月
本機種より2HDフロッピーディスクの読み書きに対応。
パーソナルカードV（カード型データベースソフト）搭載。
「ウルトラアッとプリンタ」搭載。
「文豪おもしろ印刷」搭載。
- 文豪ミニ5UV（PWP-5UV） - 1993年10月
本機種より「カセットポン」（自動給紙）、バーコードリーター搭載。
- 文豪ミニ5UH（PWP-5UH） - 1993年11月
5書体（平成明朝、平成角ゴシック、平成丸ゴシック、教科書体、毛筆体）標準搭載。
表計算ソフトをROMで搭載。
- 文豪ミニ5UC（PWP-5UC） - 1993年11月
ワープロ初カラー液晶[4]を搭載。
- 文豪ミニ5ZV（PWP-5ZV） - 1994年10月
本機種よりビデオキャプチャー搭載。
バックライト付き白液晶。
- 文豪ミニ5ZH（PWP-5ZH） - 1994年10月
「アッとシステム」（システムソフトウェアを内蔵HDDに搭載）
- 文豪ミニ5ZC（PWP-5ZC） - 1994年10月
カラー液晶を搭載。
「アッとシステム」（システムソフトウェアを内蔵HDDに搭載）

##### 量販店向けモデル
- 文豪ミニ5UVII（PWP-5UV2）
文豪ミニ5UVをベースにバックアップFDなどをあらかじめ添付したモデル。ダイエーのみでの取り扱い。
- 文豪ミニ5ZA（PWP-5ZA）
- 文豪ミニ5ZK（PWP-5ZK）
- 文豪ミニ5ZX（PWP-5ZX）

##### 文豪ミニ5CARRYWORD

###### A4マガジンサイズの入力用ワープロ
- 文豪ミニ5CARRYWORD（PWP-50CW） - 1988年5月
重量2.1kg、A4マガジンサイズのFDD内蔵モデル。STN液晶。
- 文豪ミニ5CARRYWORD-EX（PWP-50CWEX） - 1989年11月
重量1.4kg、薄さ30mmのA4マガジンサイズのモデル。付属のドッキングステーションにFDD、専用プリンタインタフェースを装備。

##### 文豪NOTE（ミニ5型番）

###### プリンタ内蔵のノート型モデル
- 文豪NOTE（文豪ミニ5Si／PWP-5SI） - 1992年2月
「かしこい小型」のキャッチフレーズで登場したシリーズ初・プリンタ内蔵ノート型モデル。
ボディカラーにアーバングレー・パールホワイトの2色が用意されていた。
- 文豪NOTE-SJ（文豪ミニ5Sj／PWP-5SJ） - 1992年11月
- 文豪NOTE-UJ（文豪ミニ5Uj／PWP-5UJ） - 1993年10月
- 文豪NOTE-ZJ（文豪ミニ5Zj／PWP-5ZJ） - 1994年10月

#### 文豪ミニ7シリーズ

##### CRTデスクトップ／ラップトップモデル（後期）
- 文豪ミニ7（PWP-70） - 1985年10月
「『文豪』ゆずりの本格派、文豪ミニ7」のキャッチコピーで、文豪NWPシリーズのパーソナルユース版として発売。
JISと50音とM式と3種のキーボードモデルがラインナップ。1FDD、9インチCRT搭載。
オプションで5インチFDDやイメージスキャナに対応。
- 文豪ミニ7E（PWP-70E-J） - 1986年5月
1FDD、9インチCRT搭載。
- 文豪ミニ7G（PWP-70G-J） - 1986年10月
本機種より2FDD搭載となり、作画・パーソナルカード・グラフ機能装備。
10インチCRT搭載。
- 文豪ミニ7GX（PWP-70GX） - 1987年5月
表計算システム搭載。
CRTフィルター装備。
- 文豪ミニ7H（PWP-70H／PWP-70H-T［モデム内蔵型］／PWP-70H-F［ファクシミリ機能内蔵型］） - 1987年12月
モデム内蔵モデルとファクシミリ機能搭載モデルもラインナップ。
- 文豪ミニ7HG（PWP-70HG） - 1988年10月
本機種よりロゴが大文字表記に刷新（これまでの「文豪mini」から「文豪MINI」に）。
- 文豪ミニ7HR（PWP-70HR） - 1989年6月
12インチ縦型CRT搭載。A4フルサイズ表示。
パーソナルDTPシステム搭載、オプションでマウスに対応[注釈 6]。
2HDフロッピーディスク対応
- 文豪ミニ7R（PWP-70R） - 1989年10月
128ドット・マルチラインプリンタを搭載。
- 文豪ミニ7RA（PWP-70RA） - 1990年5月
12インチ縦型CRT搭載。
パーソナルDTP搭載、マウス対応（マウスはオプション）。
2HDフロッピーディスク対応
- 文豪ミニ7RX（PWP-70RX） - 1990年10月
「アッとプリンタ」搭載。明朝、ゴシック、毛筆体およびそのアウトライン生成機能を搭載。
- 文豪ミニ7SX（PWP-7SX） - 1991年10月
「スーパーアッとプリンタ」搭載。ミニ7シリーズ初のラップトップタイプ。
筐体の左右両側にFDDを搭載。
平成明朝、平成ゴシック、毛筆体のアウトラインフォントを搭載。
- 文豪ミニ7SD（PWP-7SD） - 1991年11月
「スーパーアッとプリンタ」搭載。CRTモデル。
平成明朝、平成ゴシック、毛筆体のアウトラインフォントを搭載。
- 文豪ミニ7RM（PWP-70RM） - 1992年4月
7RXをベースとしたM式キーボードモデル。
- 文豪ミニ7SV（PWP-7SV） - 1992年11月
7SXの後継機にあたるラップトップタイプ。
「文豪おもしろ印刷」を搭載。
- 文豪ミニ7SR（PWP-7SR） - 1992年11月
「文豪おもしろ印刷」を搭載。CRTモデル。

#### 文豪JXシリーズ
- 文豪JX5700AC/5500AC/5500AS
- 文豪JX5300AC/5300AS
- 文豪JX5500BC/5500BS
- 文豪JX-70MA/50MA/30SA
- 文豪JX-55MA/35SA
- 文豪JX-S700/S500/S510/S300
- 文豪JX-A500/A300/A200[5]
- 文豪JX-750/730/720
- 文豪JX-K1C/737/30LA

##### 文豪NOTE（JX型番）
- 文豪NOTE JX5600AN
- 文豪NOTE JX-N200

##### 文豪アルデータ
- 文豪アルデータ CA-1000T
- 文豪アルデータ CA-2000T

## 広告キャラクター
- 文豪ミニシリーズ発売当初の広告キャラクターは、イメージソング「TA-TI-TA〜涙のマリオネット〜」を歌っていた三田寛子。1988年、野村宏伸に交代。その後、文豪JXシリーズからは和久井映見となった。また、販売促進にはバザールでござーる（CD. 佐藤雅彦／IL. 水口克夫）のキャラクターを用いた一大キャンペーンを展開した。

## デモンストレーションプログラム
NECが販売店向けに配布していた店頭用オートデモ。5Rシリーズでは本フロッピーディスクをセットし、「拡張１」＋「拡張２」キーを押下しながら電源をオンにする（のちに「アプリケーションモード」と呼ばれる）。5Sシリーズからは、初期メニューの「オプション」を選択し、フロッピーディスクをセットすることで起動することが可能であった。
これらは、MS-DOSアプリケーションとなっており、もっとも、文豪のMS-DOSファイルコンバータからは見ることが不可能であるが、隠しファイル属性として、大量の.R1ベタファイル画像により構成されており、文豪ミニ上で、ユーザーから見ることができるのは「IPL.COM」「MAIN.COM」「CREDIT.DOC」だけであった。「CREDIT.DOC」には「デモンストレーションプログラム」の開発者一覧が記述されていた。

## 主なアプリケーションソフト
文豪ミニ・JXシリーズ向けにはゲームからユーティリティまで様々なアプリケーションソフトが発売 された。
- 『ワードスター』（英文ワープロソフト、マイクロプロジャパン）
- 『住所録』（カード型データベース、キャリーラボ）
- 『イラストエディタ』（近畿ウェーブ）
- 『リフィルハーモニー』（システム手帳用のリフィル書式に対応するソフトウェア、SOFT・夢）
- 『上海』（システムソフト）
- 『TETRIS（テトリス）』（東京システムハウス）
- 『クイズアベニュー』（NECアベニュー）
- 『スーパーテトリス2＋ボンブリス』（東京システムハウス）
- 『倉庫番Perfect』（東京システムハウス）
- 『JACK/ラスベガス連続殺人』（東京システムハウス）
- 『SUPER大戦略』（東京システムハウス）
- 『直子の代筆』（東京システムハウス）
- 『カード＆パズルコレクション 銀河』（東京システムハウス）
- 『スーパーゴルフ』（東京システムハウス）
- 『麻雀最強武蔵』（東京システムハウス）
- 『麻雀悟空 天竺』（東京システムハウス）
- 『碁敵さん』（東京システムハウス）
- 『曼寓巣』（東京システムハウス）
- 『かんたん経理』（東京システムハウス）
- 『かんたん家計簿』（東京システムハウス）
- 『暮らしの便利帳Ms.（ミズ）』（東京システムハウス）
- 『今日子の日記』（肱陽［こうよう］ソフトウェアサービス）
- 『ながめ〜る』（肱陽ソフトウェアサービス）
- 『ワープログ』（肱陽ソフトウェアサービス）
- 『TYPE QUICK』（日本能率コンサルタント・現アグレックス）
- 『成績処理プログラム Leo-7』（シーイーエス）
- 『人事部長』（給与計算プログラム、テクニカルソフト）
- 『アッとワールド』（マイクロデザイン）
- 『リッチテキスト・コンバータ』（アンテナハウス）

## アプリケーションの特典付属版
上記のうち、「テトリス」「倉庫番」「直子の代筆」「今日子の日記」「クイズアベニュー」のほか、「イラストでこざーる（イラストレーション画像データ集）」などが、新製品購入特典として本体に付属された。
いずれも、製品版の4色カラー印刷のパッケージに比べ、2色刷りの簡易版の紙パッケージとなっていたが、ソフトウェア内容に製品版との差異はなく、ユーザー登録をすることが可能であった。

## 文豪ミニ5文書ディスクタイプ
ミニ5無印から5HDまでの機種では、文書ディスクタイプ1と呼ばれる、CP/Mベースの文書ディスクにバイナリ形式で記録されていた。5R以降の機種からは、システムのほとんどがMS-DOS化されたため、ディスクタイプ2と呼ばれるMS-DOSベースの文書ディスクにバイナリ形式で記録されるのが標準となった。

## OS（CP/M、MS-DOS）の起動方法
文豪ミニ5シリーズはCP/M、文豪ミニ7シリーズではMS-DOS互換の独自OS 上にて動作しており、一部機種ではCP/MやMS-DOSを動作させることで“パソコンとして使用”することができた。ユーザーの間ではそのための“隠しコマンド”やパッチなどが研究され、ディスプレイやプリンター・通信機能などを内蔵した当時稀有なオールインワンのコンピュータとしても愛用された。当時、開発部門ではCP/Mパソコンとしての使用を推奨していたが、営業・販促部門がこの使用方法を公開することはなかった。

### 文豪ミニ5シリーズ
文豪ミニ5シリーズでは、［拡張1］と［制御］キーを押しながら電源を入れることで、CP/M-80のコマンドプロンプトを起動することができた（後述）。5RX（1990年10月）以降の機種ではこの隠しコマンドは廃止され、かつCP/Mの起動可能な5R/5RD/5RGでは、本体添付の補助フロッピーにて一度本体の初期化を行わなければ、CP/Mが起動しない。
5G（V20 CPU）以降の本体ROM内にはMS-DOS Ver.2.11のIO.SYSの大部分がフロッピーディスクおよび文書ファイルの互換目的で格納されていたため、不足部分を補いメモリ上に再配置することでMS-DOSマシンにもなった。これらのOS上では本来のワープロ機能用のFEPや漢字ROMを利用することもでき、ワープロ機能と汎用OSとの間をウォームブートで自由に往来できるまでにハッキングされた。月刊誌『パソコンワールド（PCW）』誌上で様々な情報提供や活用記事を執筆していた北南昇（ペンネーム）の功績が大きい。

### 文豪ミニ7シリーズ

#### 内蔵のMS-DOS互換独自OSを使う方法
文豪ミニ7シリーズではMS-DOS Ver.2.11互換の独自OSが使用されていた。当然コマンドプロンプトなどはユーザーが直接操作できない形になっていたが、起動用システムディスクにあたる「編集フロッピー」の内容をPC-9800シリーズのMS-DOS上でCOMMAND.COMが起動するように書き換えることでMS-DOSマシンとして利用することができた。ただし、この方法ではANSIエスケープシーケンスの利用や日本語入力ができないなどの欠点があり、便利な環境とはいえなかった。

#### 肱陽塾のパッチを当てる方法
PC-9800シリーズ用MS-DOSのシステムディスクに愛媛県の学習塾である肱陽塾（こうようじゅく） が販売していたパッチを当てることで、文豪ミニ7シリーズ用のMS-DOSシステムディスクを作成することができた。MS-DOS汎用のソフトウェアである、LHarc（LHAの前身）や PKZIPなどのユーティリティのほか、MS-C 5.10やTurbo Pascal Ver.3といった開発環境も、文豪ミニ7シリーズのMS-DOS上で動作した。
これらの環境によって、文豪ミニ7シリーズ上でもソフトウェアの開発が可能となり、ミニ7専用のソフトウェアも多数制作・公開された。このパッチでは、ANSIエスケープシーケンスが実装され、日本語入力に関してはワープロ機能用として内蔵されているFEPを呼び出すことができた。また、MS-DOS上から内蔵のプリンタを使用するためのプリンタドライバも付属していた。
ハードウェア面でも解析が進められ、SCSIインタフェースを製作して外部ハードディスクなどを増設することも可能であった。

## 隠しコマンド・機能
他にも文豪ミニ5シリーズには、取扱説明書には記載されていない数々の隠しコマンドや機能が存在した 。
- CP/Mの起動
［拡張1］＋［シフト］＋電源オン
- CP/Mの起動（内蔵RAMをドライブA:とする）
［変換］＋［無変換］＋電源オン
- CP/Mの起動（内蔵FDDをカレントドライブとする）
［シフト］＋［制御］＋電源オン
- CP/Mの起動（TEST.COMを自動実行）
［シフト］＋［制御］＋電源オン
- CP/Mの起動（ROMより1000:セグメントRAMに展開される60.5K CP/M）
［拡張1］＋［制御］キー＋電源オン
- アプリケーションモードで起動
［拡張1］＋［拡張2］キー[注釈 10]＋電源オン。MS-DOSフロッピーディスク内の「IPL.COM」が実行される[注釈 11]。ただし、文豪ミニ5R以降の「絵カード作成」機能搭載機種では、［拡張1］キーと［範囲指定］キーにより文書作成画面から「補助フロッピーディスク」内のMS-DOSアプリケーション、「MKCARD.OVL」が呼び出せるため、“IPL.COM”を“MKCARD.OVL”にリネームすることにより、電源を一度オフにしなくとも、市販のアプリケーション等が実行できた。また、5SX以降の機種では新たに電源オン時にメニュー画面が追加され、「オプション」からアプリケーションを実行することができた（OPTION.XX［XXは機種名］が実行される）。
- デモデータを作成
［変換］＋［制御］＋電源オン
- デモを実行
［変換］＋［拡張1］＋電源オン
- デモ用画面の出力
［拡張1］＋［印刷］＋電源オン
- 画面を反転表示にする
編集画面にて［制御］＋［シフト］＋［D］キー
- 画面のハードコピーをプリンタに出力する
［制御］＋［複写］キー
- 画像作成機能では、ミニ5ディスクタイプ2・ディスクタイプ1に記録された文豪専用形式の画像データ以外にも、MS-DOSフォーマットのフロッピーディスクに記録された汎用のベタ画像形式（拡張子：.R1.G1.B1.E1）などの読み出しが可能であった。
- ワープロ機能からも、MS-DOSの他、CP/Mフォーマットのフロッピーディスクの読み書きに対応[注釈 12] していた。
- ディスクタイプ2のフロッピーディスク内にPC-9800シリーズのMS-DOSなどを用いて「DSKNAME.SYS」という名前のファイルを作成すると、文豪ワープロのシステムに対してソフトウェア的なライトプロテクトをかけることができる[注釈 13]。
- ディスクタイプ2のフロッピーディスクをMS-DOSとして操作する方法 - MS-DOSフォーマットのフロッピーディスクをセットし、読出・書込などのコマンドを選択、ファイル一覧が表示されたら、ディスクアクセスランプが点灯していないことを確認し、タイプ2のフロッピーディスクに差し替える。その後先頭のファイル名を選択すると「ディレクトリを［MINI5］に変更しますか？」と表示され、タイプ2をMS-DOSフォーマットとして認識しファイル操作が可能[注釈 14] となる。